# Bahnhof Körle Ost
Der Bahnhof Körle Ost ist ein Betriebsbahnhof der Schnellfahrstrecke Hannover–Würzburg auf dem Gebiet der nordhessischen Gemeinde Körle. Er liegt 16 Streckenkilometer südlich von Kassel-Wilhelmshöhe und 73 Kilometer nördlich von Fulda.

## Lage und Aufbau

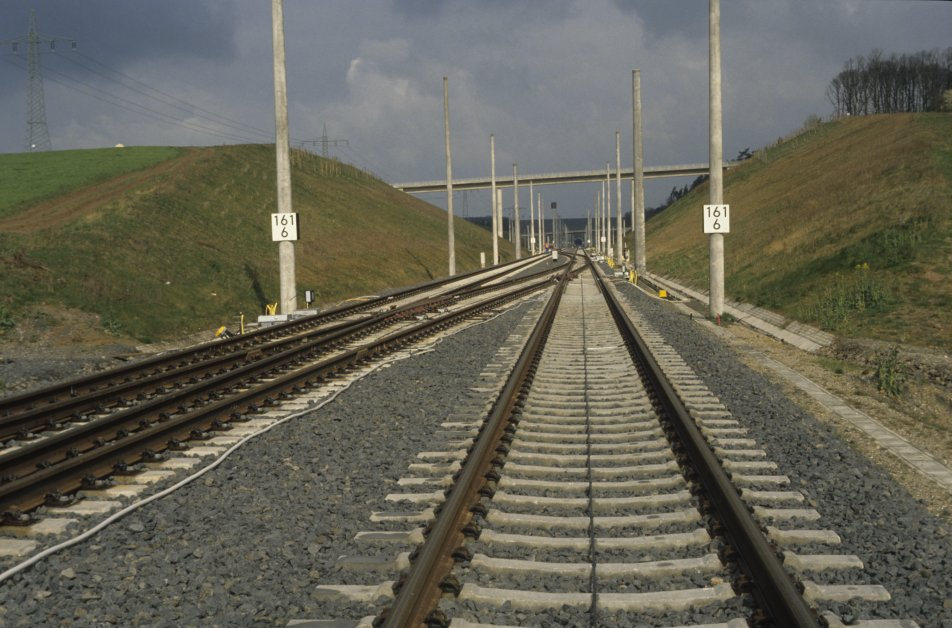
Südlicher Gleiswechsel mit Blick nach Norden (um 1989)

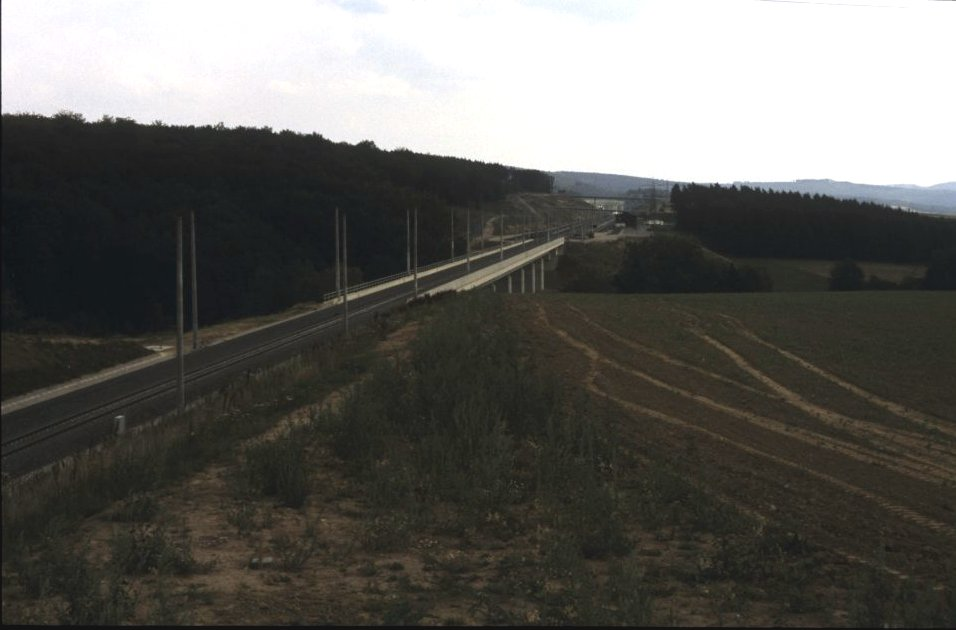
Trockene-Mülmisch-Talbrücke mit dem nördlichen Teil des Betriebsbahnhof im Hintergrund

Der Bahnhof ist der erste Überholbahnhof der Strecke südlich von Kassel und liegt rund einen Kilometer östlich der Gemeinde Körle. Die Lage des Bahnhofs wird nach Norden und nach Süden von Talbrücken begrenzt. Dazwischen standen 1.646 m für die Entwicklung des Bahnhofs zur Verfügung. Neben den beiden durchgehenden Hauptgleisen zwei Überholgleise, ein Aufstellgleis und einige kurze Abstellgleise. Darüber hinaus fanden ein Stellwerk und ein Unterwerk auf dem Gelände Platz. Das vorhandene Stellwerk der Bauart Sp Dr L60 wird im Regelfall vom Zentralstellwerk Kassel-Wilhelmshöhe aus ferngesteuert. 
Die Anlage wird im Wesentlichen durch einen 1100 m langen und bis zu 27 m tiefen Einschnitt gebildet. Die Breite des Einschnitts auf Gleisniveau beträgt 15 bis 37 m. Weitere Teile der Anlage liegen auf Dämmen. Die Kronenbreite erreicht bis zu 120 m.

## Geschichte

### Planung
Die Anordnung von Überholbahnhöfen im hessischen Mittelgebirge erwies sich als schwierig, da die maximale Längsneigung dieser Bahnhöfe auf 1,5 Promille zu beschränken war und diese zumindest im Bereich der Weichenverbindungen in einer Geraden liegen mussten. Im Abschnitt zwischen Kassel und Fulda war, bezogen auf die Länge des Streckenabschnitts, der Anteil von Kunstbauten mit 70 Prozent (56 Prozent Tunnel- und 14 Prozent Brücken) besonders hoch.
Das Bauwerk lag im Planungsabschnitt 13 des Mittelabschnitts der Neubaustrecke.

### Bau
Die Bauarbeiten begannen im Oktober 1984.
Im tieferen Bereich der Anlage wurden im Zuge der Bauarbeiten Schichten des mittleren Buntsandsteins abgetragen.
Die Böschungsneigung wurde im Zuge der Entwurfsplanung entlang der gesamten Neubaustrecke auf 1:1,5 festgelegt. Eine Abflachung anhand der tatsächlichen geotechnischen Gegebenheiten war in der baubegleitenden Ausführungsplanung kaum noch möglich. Im Überholbahnhof Körle sollte zunächst auf eine aufwendige Böschungssicherung mit Vorspannankern und Scherdübeln verzichtet werden. In der Folge kam es zu einem örtlich begrenzten Erdrutsch, infolgedessen umfangreiche Sicherungsmaßnahmen getroffen wurden.
Aufgrund mangelnder Festigkeit wurde ein Teil der Böschungen auf einer Länge von rund 500 m im östlichen Bereich der Anlage mit Ankern stabilisiert. Im Herbst und Winter 1984 erfolgten dazu Versuche zum Nachweis der Tragfähigkeit dieser Anker. Insgesamt 900 Anker von 16 bis 24 Metern Länge wurden zur Herstellung der Standsicherheit eingebracht.
Das Ausbruchsvolumen liegt bei rund 1,3 Millionen Kubikmetern. Davon wurden 1,1 Millionen m³ in der rund 5 km östlich des Bahnhofs gelegenen Erddeponie Stellberg eingebaut. Die übrigen rund 200.000 m³ wurden im Trassenbereich eingebaut werden. Der Aushub von 10.000 bis 12.000 m³ pro Tag wurde von bis zu 45 Lkw in einem Abstand von bis zu 30 Sekunden abtransportiert. Um den daraus resultierenden Belastungen standzuhalten, wurden Forstwege auf einer Länge von rund 10 km ausgebaut.
Die geschätzten Baukosten (Stand: ca. 1986) betrugen rund 20 Millionen Deutsche Mark (etwa 10 Millionen Euro).